# Mèo Aegean
Mèo Aegean (tiếng Hy Lạp: Greekα του Αιγαίου gáta tou Aigaíou) là một giống mèo nhà có nguồn gốc từ quần đảo Cycladic của Hy Lạp. Nó được coi là một giống mèo tự nhiên, phát triển mà không có sự can thiệp của con người. Sự phát triển của loài mèo Aegean với vai trò là một giống chính thức bắt đầu vào đầu những năm 1990 bởi các nhà lai tạo trong khi Hội Yêu thích Mèo Hy Lạp còn non trẻ, nhưng sự đa dạng vẫn chưa được công nhận bởi bất kỳ tổ chức lớn và nhà lai tạo lớn nào. Nó được coi là giống mèo bản địa duy nhất ở đất nước Hy Lạp.

## Lịch sử
Mèo Aegean, như tên gọi của nó, có nguồn gốc từ quần đảo Cycladic ở biển Aegean, nơi chúng sinh sống như một loài động vật bản địa. Aegean được coi là một trong những giống mèo được thuần hóa lâu đời nhất. Chúng phổ biến như mèo hoang ở Hy Lạp và Thổ Nhĩ Kỳ, nơi chúng được tìm thấy ở các cảng cá ăn xin thức ăn. Ở Hy Lạp, mèo Aegean được coi là một kho báu quốc gia.

## Mèo Aegean làm vật nuôi
Mặc dù Aegean chỉ mới bắt đầu được nuôi dưỡng một cách có hệ thống, nó đã được thuần hóa trong nhiều thế kỷ và do đó đã trở nên thích nghi rất tốt với con người. Giống mèo này đóng vai trò là một vật nuôi có tính cách hòa nhập và khá chịu đựng việc phải sống trong một căn hộ. Chúng thông minh, năng động, đầy sức sống và cũng thích trò chuyện với con người, do đó, chúng không do dự để thu hút sự chú ý của con người.